# Занкельмарк
Занкельмарк (нем. Sankelmark) — посёлок в Германии, в земле Шлезвиг-Гольштейн. 
Входит в состав района Шлезвиг-Фленсбург. Подчиняется управлению Эферзее. Население 259 чел. Занимает площадь 20,82 км².